# Санта-Ана-де-Коро
Санта-Ана-де-Коро або просто Коро (ісп. Santa Ana de Coro) — місто на північному заході Венесуели, найбільше місто і столиця штату Фалькон. Населення — 183 тис. мешканців (2001), 258 тис. (2008).

## Географія
Місто розташоване на піщаній рівнині в основі півострова Парагуана. Порт міста, Ла-Вела-де-Коро, розташований на березі Карибського моря за 12 км на північний схід від центру міста.

### Клімат
Місто знаходиться у зоні, котра характеризується кліматом помірних степів та напівпустель. Найтепліший місяць — червень із середньою температурою 30 °C (86 °F). Найхолодніший місяць — січень, із середньою температурою 27.2 °С (81 °F).
| Клімат Коро             | Клімат Коро | Клімат Коро | Клімат Коро | Клімат Коро | Клімат Коро | Клімат Коро | Клімат Коро | Клімат Коро | Клімат Коро | Клімат Коро | Клімат Коро | Клімат Коро | Клімат Коро |
| Показник                | Січ.        | Лют.        | Бер.        | Квіт.       | Трав.       | Черв.       | Лип.        | Серп.       | Вер.        | Жовт.       | Лист.       | Груд.       | Рік         |
| Абсолютний максимум, °C | 41          | 38          | 38          | 40          | 37          | 37          | 37          | 38          | 38          | 38          | 37          | 37          | 41          |
| Середній максимум, °C   | 30          | 30          | 31          | 31          | 32          | 32          | 32          | 32          | 32          | 32          | 31          | 30          | 31          |
| Середня температура, °C | 27          | 27          | 28          | 28          | 29          | 30          | 29          | 30          | 30          | 29          | 28          | 27          | 28          |
| Середній мінімум, °C    | 24          | 24          | 25          | 25          | 26          | 26          | 26          | 26          | 26          | 26          | 25          | 24          | 25          |
| Абсолютний мінімум, °C  | 20          | 16          | 15          | 16          | 18          | 20          | 16          | 21          | 21          | 17          | 17          | 20          | 15          |
| Норма опадів, мм        | 20          | 10          | 10          | 10          | 30          | 20          | 30          | 30          | 40          | 60          | 70          | 40          | 410         |
| Днів з опадами          | 5           | 4           | 1           | 2           | 3           | 5           | 5           | 4           | 4           | 7           | 7           | 5           | 52          |
| Вологість повітря, %    | 70          | 70          | 70          | 75          | 70          | 70          | 70          | 70          | 70          | 75          | 75          | 75          | 71.7        |
| ----------------------- | ----------- | ----------- | ----------- | ----------- | ----------- | ----------- | ----------- | ----------- | ----------- | ----------- | ----------- | ----------- | ----------- |
| Джерело: Weatherbase    |             |             |             |             |             |             |             |             |             |             |             |             |             |

## Історія
Місто відоме своїми культурними традиціями. Воно було засноване іспанськими конкістадорами з метою контролю та завоюванні внутрішніх районів континенту та служило першою столицею провінції Венесуела та першим єпископським центром Південної Америки. Пізніше місто була одним з центрів боротьби місцевих креолів за незалежність від метрополії, а ще пізніше — центром федералістського руху. Завдяки історичній та культурній спадщині й збереженій архітектурі колоніальної та республіканської епохи в 1993 році місто було занесене до списку Світової спадщини.